# Новозеландська хокейна федерація
Новозеландська хокейна федерація (англ. New Zealand Ice Hockey Federation) — організація, яка займається проведенням на території Нової Зеландії змагань з хокею із шайбою. Утворена у 1977 році. Член ІІХФ з 2 травня 1977 року, об'єднує 5 клубів, 1'277 зареєстрованих гравців. У країні 3 відкритих майданчика зі штучним льодом і 6 Палаців спорту.
До компетенції федерації відноситься проведення внутрішнього чемпіонату в Новозеландській хокейній лізі, управління національною збірною.